# Cynoglossus abbreviatus
Cynoglossus abbreviatus es una especie de pez de la familia Cynoglossidae en el orden de los Pleuronectiformes.

## Hábitat
Es un pez de mar.

## Distribución geográfica
Vive en las costas de Hong Kong, Cantón, Taiwán, Shanghái, Corea, Japón y Indonesia.